# Projektben érdekelt felek
A projektben érdekelt felek olyan személyek vagy entitások, akik érdekeltek egy adott projektben. A Project Management Institute (PMI) szerint a projektben érdekelt fél „olyan egyént, csoportot vagy szervezetet jelent, aki/amely hatással lehet egy projekt döntésére, tevékenységére vagy kimenetelére”. Az ISO 21500 hasonló meghatározást használ.
Az érdekelt felek lehetnek egy szervezeten belül vagy kívül, ideértve:
1. a projekt támogatója;
2. azok, akik érdeklődnek vagy potenciálisan profitálhatnak egy projekt sikeres befejezéséből;
3. bárki, aki pozitív vagy negatív hatással lehet a projekt befejezésére.

## Példaszerepkörök
Példák a projektben érdekelt felekre:
- Projektvezető
- Felsővezető
- A projektcsapat tagjai
- A projekt ügyfelei
- Erőforrás-menedzserek
- Vezető munkatársak
- Termékfelhasználói csoport
- Projekttesztelők
- A projekt előrehaladása során a projekt által érintett bármely csoport.
- Minden olyan csoport, amelyre a projekt befejezésekor hatással van a projekt
- A projekt alvállalkozói
- A projekt tanácsadói

Ahelyett, hogy az érintettek egy részhalmazára összpontosítana, Lynda Bourne azt javasolja, hogy az összes érintettet prioritásként kezeljék, és figyelmüket a "legfontosabbakra" összpontosítsák. A fontosságról alkotott véleménye magában foglalja az egyes érdekelt felekhez kapcsolódó hatalmi, közelségi és sürgősségi értékeléseket. Ezt a módszertanát „Érdekelt körnek” nevezi.
A döntéshozókra fektetett hangsúly a projektben érdekelt felek menedzselésének része, és kulcsfontosságú elem a szervezet változásaiban. John Hotter az érintettek elemzését és az érdekelt felek kezelését a változáskezelés alapvető összetevőiként írja le.

## Fordítás
Ez a szócikk részben vagy egészben  a   Project stakeholder című angol Wikipédia-szócikk ezen változatának fordításán alapul.  Az eredeti cikk szerkesztőit annak laptörténete sorolja fel. Ez a jelzés csupán a megfogalmazás eredetét és a szerzői jogokat jelzi, nem szolgál a cikkben szereplő információk forrásmegjelöléseként.

## További irodalom
- Freeman, RE (1984), Strategic Management: a Stakeholder Approach, Pitman Series in Business and Public Policy, Harpercollins College Div. Első kiadás. ISBN 978-0273019138